# Бурлак, Николай Максимович
Бурла́к Никола́й Макси́мович (укр. Микола Максимович Бурлак; (5 июня 1937, с. Петропавловка Гайского района Оренбургской области, СССР — 30 марта 1995, г. Оренбург, Россия) — советский партийный и общественный деятель, организатор Украинского культурно-просветительного товарищества имени Тараса Шевченко.

## Биография
Бурлак Николай Максимович родился 5 июня 1937 г. в селе Петропавловка Гайского района Оренбургской области в украинской семье, переселившейся с Украины в начале XX века. После окончания средней школы в 1956 г. служил в армии, в 1964 г. закончил филологический факультет Орского педагогического института имени Тараса Шевченко (г. Орск, Оренбургская область).
- 1964 — директор школы;
- 1966 — заведующий отделом народного образования;
- 1970 — заместитель председателя районного Исполнительного комитета Кваркенского района;
- 1973—1975 — учёба в Высшей партийной школе при ЦК КПСС (г. Москва);
- 1976 — председатель районного Исполнительного комитета Шарлыкского района;
- 1978 — работа на должностях в аппарате Совета народных депутатов Оренбургской области;
- 1994 — заместитель руководителя аппарата Законодательного Собрания Оренбургской области]].[2]

## Семья
- отец — Максим Архипович (1910—1994);
- мать — Марфа Петровна (1910—1972);
- жена — Любовь Андреевна (род. 1943);
- дочь — Ирина (род. 1966);
- дочь — Инна (род. 1972).

## Деятельность
26 декабря 1991 г. Союз Советских Социалистических Республик прекратил своё существование. Вопросы межнациональных отношений, подогреваемые экономической нестабильностью, обострились на территориях постсоветского пространства. В этот период в Оренбургской области проживало более 102 тысяч украинцев.
В начале 1992 г. Николай Максимович Бурлак выступил с инициативой о создании общественной организации, объединяющей украинцев, проживающих в Оренбургской области.
24 июня 1992 г. состоялась учредительная конференция Оренбургского украинского культурно-просветительского товарищества имени Т. Шевченко. Бурлак Н. М. был избран председателем Товарищества. Целью деятельности организации стало укрепление дружбы между народами, популяризация украинской культуры, сохранение национальных традиций и связи украинцев, проживающих в Оренбургской области, с исторической родиной. Деятельность Товарищества была направлена на поддержку украинского языка, организацию фестивалей украинской песни и танца, создание новых коллективов народного творчества и проведение национальных праздников.
Одной из первых инициатив Товарищества стал приезд в Оренбург Народной артистки УССР О. И. Басистюк в 1993 г. Оперная певица приняла участие в концертах, проводимых в рамках «Шевченковского марта». Выступала с концертами в Оренбурге и Орске, встречалась с жителями украинских сёл. «Шевченковский март» — литературно-музыкальный праздник, направленный на укрепление мира и добрососедства между народами. На протяжении многих лет в этом празднике участвовали гости с Украины — писатели, поэты, артисты, научные сотрудники шевченковских музеев.
27 марта 1993 г. Товарищество учредило научно-образовательную организацию — Научно-исследовательский институт «Институт Тараса Шевченко». Директором института был утвержден учёный-литературовед Большаков Л. Н., почётным председателем стал украинский писатель Олесь Гончар. Создание Института стало событием, получившим отклик одобрения в Украине: «Щиро вiтаємо учасникiв презентацiї Iнституту Тараса Шевченка в Оренбурзi. Сподiваємося, що Iнститут стане важливым центром вивчення життєвого шляху i творчої спадщини Кобзаря — поборника дружби мiж народами…», — писал вице-премьер-министр Украины М. Г. Жулинський. «Министерство культуры Украины горячо приветствует основание на российской земле Института великого Кобзаря. Испытываем чувство глубокого уважения и признательности всем энтузиастам создания научного центра… Готовы содействовать во всем», — отметил в приветственном письме Министр культуры Украины И. М. Дзюба. Институт объединил филологов, писателей, историков, краеведов из разных городов России и зарубежья.
1 декабря 1995 г. Институт вошел в структуру Оренбургского государственного университета и получил официальное наименование «Институт Тараса Шевченко — Центр энциклопедических проектов».
К 1994 г. в Оренбургской области насчитывалось 40 украинских фольклорных коллективов, объединяющих более 1500 человек. Среди жителей Оренбуржья была организована работа групп по изучению украинского языка. Под эгидой Товарищества делегации из Оренбурга выезжали в Украину: в Киев, Львов, Черкассы. Совместно с украинцами, проживающими в других регионах России (г. Самара, г. Уфа), печаталась газета на украинском языке «Оренбурзька криниця».
Бурлак Н. М. одним из первым приступил к активной деятельности, направленной на сохранение культурных ценностей, традиций и национального наследия народов, проживающих на территории Оренбургской области в постсоветский период. Эта деятельность имела государственно-важное значение и для сохранения национальных корней этнических украинцев, и для уважительно-добрососедского проживания народов различных национальностей на одной территории.